# コン語
コン語（コンご、ǃXóõ）、またはター語（Taa）は、ボツワナおよびナミビアの約3000人の人々によって話される言語である。ツウ語族（南部コイサン語族とも呼ばれる）に属する。
吸着音（クリック）との二重調音によって、膨大な数の子音を持つことで有名である。かつて最も多くの子音を持つ言語は北西コーカサス語族のウビフ語とされていたが、ウビフ語が83の子音を持つのに対して、コン語は122の子音を持つとされる。ただし音韻的解釈によって子音の数は異なる。
南部コイサン語族は5つの吸着音を持ち、ほかの言語よりも吸着音の種類が多い。コン語は南部コイサン語族のうち現在も言語社会が残っている事実上唯一の言語である。
コン語の話者はサン人とも呼ばれる南部アフリカの人々に属する。かつては狩猟採集民だったが、現在の生活は多様である。
コン語の話者は、自分の言語を「Taa-ǂaan」と呼ぶ。「taa」は人間を意味し、「ǂaan」は言葉を意味する。
ユネスコは危機に瀕する言語のうち「危険な言語」(definitely endangered)に分類している。

## 音声
コン語は吸着音の多用によってよく知られる。吸着音を含む語彙の割合は70%を越える。
コン語は非常に多くの子音を持つが、いくつ子音があるかは学者によって見解が異なる。子音の数が多くなるのは吸着音とそれに伴う軟口蓋音または口蓋垂音（クリック伴音と呼ばれる）との二重調音によるためだが、1938年のビーチによる古典的な研究以来、二重調音全体をひとつの音素と見なしていたのに対し、トレイル (Anthony Traill (linguist)) はこれらを子音連続と解釈すべきだと主張した。この考えでは、たとえば[kǃxʼ]という子音は、/kǃ/（歯茎吸着音）と/kxʼ/（破擦的軟口蓋放出音）の子音連続と解釈される。ギュルデマンや中川裕らは子音連続説を支持している。全体をひとつの音素とする解釈によれば122の子音があるが、この解釈によれば、子音の数は88ほどに減少する。
コン語は吸着音種を5種類(ʘ, ǀ, ǃ, ǂ, ǁ)とクリック伴音を17種類持つ。この組み合わせによって全部で83種類のクリック子音が存在する（理論的には85種類になるが、ɢʘʼ, ɢǂʼが存在しないため）。このうち11、12、13、14、17番の伴音は子音連続と見なした方がよい。
|    | 両唇吸着音 | 歯吸着音 | 歯茎吸着音 | 硬口蓋歯茎吸着音 | 歯茎側面吸着音 |
| -- | ---------- | -------- | ---------- | ---------------- | -------------- |
| 1  | ɡʘ         | ɡǀ       | ɡǃ         | ɡǂ               | ɡǁ             |
| 2  | kʘ         | kǀ       | kǃ         | kǂ               | kǁ             |
| 3  | kʘʰ        | kǀʰ      | kǃʰ        | kǂʰ              | kǁʰ            |
| 4  | ɢʘ         | ɢǀ       | ɢǃ         | ɢǂ               | ɢǁ             |
| 5  | qʘ         | qǀ       | qǃ         | qǂ               | qǁ             |
| 6  | ŋʘ         | ŋǀ       | ŋǃ         | ŋǂ               | ŋǁ             |
| 7  | ŋ̥ʘ         | ŋ̥ǀ       | ŋ̥ǃ         | ŋ̥ǂ               | ŋ̥ǁ             |
| 8  | ʔŋʘ        | ʔŋǀ      | ʔŋǃ        | ʔŋǂ              | ʔŋǁ            |
| 9  | ŋ̥ʘʰ        | ŋ̥ǀʰ      | ŋ̥ǃʰ        | ŋ̥ǂʰ              | ŋ̥ǁʰ            |
| 10 | kʘˣ        | kǀˣ      | kǃˣ        | kǂˣ              | kǁˣ            |
| 11 | ɡʘkx       | ɡǀkx     | ɡǃkx       | ɡǂkx             | ɡǁkx           |
| 12 | kʘʼqʼ      | kǀʼqʼ    | kǃʼqʼ      | kǂʼqʼ            | kǁʼqʼ          |
| 13 | ɡʘqʼ       | ɡǀqʼ     | ɡǃqʼ       | ɡǂqʼ             | ɡǁqʼ           |
| 14 | ɡʘh        | ɡǀh      | ɡǃh        | ɡǂh              | ɡǁh            |
| 15 | kʘʔ        | kǀʔ      | kǃʔ        | kǂʔ              | kǁʔ            |
| 16 | qʘʼ        | qǀʼ      | qǃʼ        | qǂʼ              | qǁʼ            |
| 17 |            | ɢǀh      | ɢǃh        | ɢǂh              |                |

吸着音以外の西部コン語の子音体系は以下のようになる。
|            | 唇音      | 歯茎音    | 歯茎破擦音    | 軟口蓋音  | 口蓋垂音  | 口蓋垂破擦音 | 声門音 |
| ---------- | --------- | --------- | ------------- | --------- | --------- | ------------ | ------ |
| 破裂音     | p ph b bh | t th d dh | ts tsh dz dzh | k ɡ kh ɡh | q ɢ qh ɢh |              | (ʔ)    |
| 放出音     | pʼ        | tʼ        | tsʼ dzʼ       | kʼ ɡʼ     | qʼ ɢʼ     | qχʼ ɢχʼ      |        |
| 鼻音       | m         | n         | ɲ             | ŋ         |           |              |        |
| 声門化鼻音 | ʔm        | ʔn        |               |           |           |              |        |
| 摩擦音     | f         | s         |               |           | χ         |              | h      |
| 接近音     | w         |           | j             |           |           |              |        |
| 側面音     |           | l         |               |           |           |              |        |
| はじき音   |           | ɾ         |               |           |           |              |        |

母音も複雑であり、通常の母音（aなど）のほかに咽頭化母音（aˤ）、strident vowel（）、息もれ声母音（a̤）の区別がある。このうちstrident vowelは咽頭化の程度をさらに甚だしくした母音で、喉頭蓋の速い振動（ふるえ音）をともなう。

## 文法
名詞がいくつかのクラスに分かれ、動詞や前置詞とその目的語の間などでクラスを一致させる。

## 方言
コン語はボツワナで話される東部コン語と、ナミビアで話される西部コン語に分けられる。